# 伊格莱西亚斯 (布尔戈斯省)
伊格莱西亚斯，是西班牙卡斯蒂利亚-莱昂布尔戈斯省的一个市镇。总面积35平方公里，总人口181人（2001年），人口密度5人/平方公里。